# James D. Murray
Pour les articles homonymes, voir James Murray et Murray.
James Dickson Murray (né le 2 janvier 1931 à Moffat, en Ecosse) est un mathématicien britannique, professeur émérite de mathématiques appliquées à l'Université de Washington et à l'Université d'Oxford. Il est surtout connu pour son ouvrage intitulé Mathématiques et Biologie, qui fait autorité dans le domaine.

## Formation
Formé à l'Université de St Andrews, où il a obtenu avec distinction un baccalauréat en mathématiques, en 1953, il a obtenu son diplôme de Doctorat en 1956 sous la direction de Andrew Ronald Mitchell (de) avec une thèse intitulée Rotational flow in fluid dynamics).

## Recherches et carrière
Son premier poste était à l'Université de Durham, au Royaume-Uni ; plus tard, il a occupé des postes à l'Université Harvard, à Londres et à Oxford, il devient professeur de génie mécanique à l'Université du Michigan en 1965, à l'âge de 34 ans.
Plus tard, il devint professeur de biologie mathématique à l'Université d'Oxford, fellow et tuteur en mathématiques au Corpus Christi College à Oxford, et fondateur et directeur du Centre de Biologie Mathématique. Il a quitté Oxford à la fin des années 1980 pour l'Université de Washington à Seattle, où il passa le reste de sa carrière comme professeur de mathématiques et professeur adjoint de zoologie.
En 1985 il est Ulam Visiting Scholar au Los Alamos National Laboratory et il a été professeur invité dans de nombreuses institutions, dont l'Université de Florence (1976), l'Université Tsinghua en Chine (1975), l'Université de l'Utah (1979), le Massachusetts Institute of Technology (1979), l'Université de Paris (1994 à 1996), Caltech (1983), l'Université d'Heidelberg (1980) et l'Université d'Angers (1993).
Ses recherches sont caractérisées par sa grande variété et sa profondeur : un exemple précoce est sa contribution fondamentale à la compréhension de la biomécanique du corps humain lorsqu'il est lancé à partir d'un aéronef dans un siège éjectable. Il a contribué à de nombreux autres domaines, allant de la compréhension et la prévention des cicatrices graves; la formation des empreintes digitales ; la détermination du sexe, la modélisation du pelage de l'animal et la formation du territoire des populations en interaction loup-cerf.

## Sélection de publications
(octobre 2018).
- Mathematical Biology. 3rd edition in 2 volumes: Mathematical Biology: I. An Introduction (551 pages) 2002; Mathematical Biology: II. Spatial Models and Biomedical Applications (811 pages) 2003 (second printings 2004).
- Glioblastoma brain tumours: estimating the time from brain tumour initiation and resolution of a patient survival anomaly after similar treatment protocols, J. Biol. Dyn., 6:sup2, 118–127, 2012.
- Why Are There No 3-Headed Monsters? Mathematical Modeling in Biology. Notices of the Amer. Math. Soc.. June/July, 785–795, 2012.
- On the mechanochemical theory of biological pattern formation with application to vasculogenesis. Comptes rendus de l'Académie des Sciences de Paris (Biologies) 326: 239–252, 2003.
- Vignettes from the field of mathematical biology – the application of mathematics to biology and medicine. Phil. Trans. Roy. Soc. Interface Focus  2012. doi: 10.1098/rsfs.2011.0102.
- On the use of quantitative modelling to help understand PSA dynamics and other medical problems (avec K.R. Swanson and L.D. True). Amer. J. Clin. Pathol., 119(1):14-7, 2003.
- Virtual and real brain tumors: using mathematical modelling to quantify glioma growth and invasion (avec K.R. Swanson, C. Bridge, and E.C. Alvord), Journal of the Neurological Sciences, 216(1):1–10, 2003.
- Virtual brain tumors (gliomas) enhance the reality of medical imaging and highlight inadequacies of current therapy (avec K.R. Swanson and E.C. Alvord). British J. Cancer 86: 14–18, 2002. [Abstracted for inclusion in the 2003 Yearbook of the Institute of Oncology]
- Pattern formation, biological. In: The Handbook of Brain Theory and Neural Networks (ed. M.A. Arbib) pp. 851–859, MIT Press, Cambridge, 2002.
- The Mathematics of Marriage: Dynamic Nonlinear Models (avec J.M. Gottman, C. Swanson, R. Tyson, and K.R. Swanson). MIT Press, Cambridge, MA, 2002.
- A mathematical model for the dynamics of serum prostate specific antigen as a marker for cancerous growth (avec K.R. Swanson, D. Lin, L. True, K. Buhler and R. Vassella). Amer. J. Pathol. 158(6): 2195–2199, 2001.

## Prix et distinctions
En 1968 Murray bénéficie d'une bourse Guggenheim. Il est fellow de la Royal Society of Edinburgh en 1979 et de la Royal Society (FRS) en 1985. En 2000 il a été élu membre de l'Académie des sciences. En 1989 il est lauréat du prix Naylor. De 1991 à 1994 il est président de l'European Society for Mathematical and Theoretical Biology. 
En 2008, Murray et Tim Pedley ont reçu conjointement la Médaille d'or (en) de l'Institute of Mathematics and its Applications en reconnaissance de « leur contribution exceptionnelle à l'enseignement des mathématiques et de ses applications sur une longue période ».